# Цветинский, Сергей Валерьевич
Сергей Валерьевич Цветинский (22 февраля 1984, Молодечно, Минская область) — белорусский футболист, защитник. Мастер спорта РБ.

## Биография
Воспитанник ДЮСШ № 2 г. Молодечно, первый тренер — Дмитрий Александрович Неделько. Взрослую карьеру начал в младших командах минского «Динамо», выступавших во второй и первой лигах. Вызывался в юношескую и молодёжную сборную Беларуси.
В 2004 году перешёл в «МТЗ-РИПО» (Минск), в его составе провёл два сезона в высшей лиге Беларуси, но только в первом сезоне был регулярным игроком основного состава. В 2005 году со своим клубом стал бронзовым призёром чемпионата страны (сыграл 7 матчей) и обладателем Кубка Беларуси (в финале вышел на замену в конце игры). Затем играл за ряд клубов высшей лиги — «Нафтан» (Новополоцк), «Сморгонь», «Савит» (Могилёв), с последним занял место в зоне вылета.
В 2009 году, выступая за «Белшину», стал победителем первой лиги. Затем играл в первой лиге за «Гранит» (Микашевичи) и «Городею». В 2012 году перешёл в «Слуцк», где провёл четыре с половиной сезона, сыграв более 100 матчей. В 2013 году со «Слуцком» одержал победу в первой лиге и в следующих сезонах играл в высшем дивизионе. Был капитаном «Слуцка».
Осенью 2016 года играл в высшей лиге Латвии за аутсайдера БФК «Даугавпилс».
После возвращения на родину выступал в первой лиге за «Торпедо» (Минск), «Лиду», «Сморгонь» и во второй лиге за «Молодечно». С «Торпедо» в 2017 году стал бронзовым призёром первой лиги, команда в итоге повысилась в классе.
В начале 2020 года вместе с большой группой игроков был дисквалифицирован на год за участие в договорных матчах.
Всего в высшей лиге Беларуси сыграл 140 матчей и забил 4 гола. В первой лиге — не менее 160 матчей.

## Достижения
- Обладатель Кубка Беларуси: 2004/05
- Бронзовый призёр чемпионата Беларуси: 2005
- Победитель первой лиги Беларуси: 2009, 2013
- Бронзовый призёр первой лиги Беларуси: 2011, 2017